# V.I.T.A.
La Valdostana Impresa Trasporti Automobilistici (V.I.T.A.) è un'azienda italiana con sede a Arnad che si occupa di trasporto pubblico nella bassa Valle d’Aosta e in Piemonte, e offre servizi di noleggio di pullman e veicoli con conducente.

## Storia
La V.I.T.A. è stata fondata da Sergio Calliera (1938-2017) il 21 dicembre 1961; alla sua scomparsa il controllo aziendale è passato ai discendenti. Ha svolto negli anni importanti servizi, come il Motor-Home per la Formula Uno ed il Moto mondiale, e il servizio per la Juventus. È concessionaria di trasporto pubblico locale su diverse linee della Valle d'Aosta e nella città metropolitana di Torino.
Dal 2014 è impegnata quale sponsor della società calcistica sovracomunale della bassa Valle d'Aosta Pont Donnaz Hône Arnad Évançon, con sede a Montjovet.

## Servizio

### Urbano
L’azienda svolge servizi di linea suburbana in Valle d’Aosta sulla relazione Carema-Montjovet, che collega i paesi della bassa Valle.

### Extraurbano
Il servizio extraurbano di V.I.T.A. comprende le linee  di:
- Aosta - Pont-Saint-Martin
- Verrès-Champoluc
- Verrès-Champorcher
- Pont-Saint-Martin - Stafal
- Servizi scolastici minori
- Servizi in appalto da GTT nel bacino di Ivrea.